# Anette Smolka-Woldan
Anette Smolka-Woldan (* 1969 in Schärding) ist eine österreichische bildende Künstlerin, Kunstpädagogin, Kuratorin und Restauratorin.

## Leben und Arbeit
Nach der Matura absolvierte Anette Smolka-Woldan zunächst eine Tischlerlehre. Der Gesellenbrief ermöglichte ihr nun, die Tätigkeit der Restauratorin bei einem Schärdinger Antiquitätenhändler auszuüben. Im Jahr 1998 immatrikulierte sie sich an der Europa-Akademie Isny in Isny/Allgäu. Künstlerische Prägung erfuhr sie dort insbesondere durch ihre Lehrer Friedrich Hechelmann und Wilfried Ogilvie.
2002 verlieh ihr die Akademie das Diplom (Malerei). Seitdem ist sie freischaffend.
Wenn auch die Zeichnung mit der Feder auf Papier ihr wesentliches Ausdrucksmittel ist (und darin vor allem die Karikatur), findet sich in ihrem Œuvres manches an Lithographie, Radierung und Ölbild sowie eine nicht unerhebliche Anzahl kleinplastischer Arbeiten.
Immer wieder begegnet man in ihren Werken fantastischen Wesen, spitzschnauzigen Wölfen, knollennasigen Krampussen, furchtlosen Rotkäppchen, purzelnden Gnomen und anderen Fabelwesen.
Wesen, welche die zahlreichen Kinderbücher bevölkern, die sie bisher illustrierte; Illustrationen zu Texten namhafter Schreiberinnen und Schreiber, wie beispielsweise denen von Monika Krautgartner.
Das dieser Zusammenarbeit zu verdankende Kinderbuch „Niemand stinkt wie Balduin“ erlangte 2009 beim Internationalen Kinder- und Jugendbuchwettbewerb als bester deutschsprachiger Beitrag den 3. Gesamtpreis.
Seit 2002 präsentiert Anette Smolka-Woldan ihre Werke in zahlreichen Einzel- und Gemeinschaftsausstellungen in Österreich sowie in Deutschland.
Seit 2020 ist sie zudem Kuratorin des Kubin-Hauses Zwickledt bei Wernstein, führt Besucher aus aller Welt durch diesen letzten Wohnsitz des Zeichners Alfred Kubin und bringt in solch anregender Umgebung, wie auch an Schulen, die sie rufen, Kindern die Welt der Kunst nahe. Im Kulturverein Schärding ist sie Ansprechpartnerin für Bildende Kunst, und in der Druckwerkstatt im Kulturmodell Passau leitet sie die Sektion für Radierung. Kunstpädagogische Anregungen erfuhr sie wesentlich durch den deutsch-französischen Pädagogen Arno Stern und seinen „Malort“.
Anette Smolka-Woldan ist Mitglied der Innviertler Künstlergilde, im Kunstverein Passau und im Berufsverband Bildender Künstler Niederbayern. Nicht zuletzt ist Anette Smolka-Woldan seit 2023 Botschafterin der Künstlerrepublik Užupis (ein von Litauen und Vilnius als unabhängig erklärtes Altstadtviertel von Vilnius).

## Illustrierte Werke (Auswahl)
- Johanna Reinthaler: Mong,  Ed. Innsalz, 2005
- Katrin Berger: Larry, Ed. Innsalz, 2005
- Werner Vogel: Wo die Stirnreihe endet, Ed. Innsalz, 2005
- Monika Krautgartner: Niemand stinkt wie Balduin, Heyn, 2009
- Monika Krautgartner: Lilli und die Wolkentiere, Heyn, 2011
- Ulrike Motschiunig: Ich schenk dir was. Wie das Christkind den Weihnachtsmann überrascht, Heyn, 2012,
- Renate Egger: Zufallsküsse, Heyn, 2012
- Monika Krautgartner: Bubi Bullerbauch, Heyn, 2013
- Renate Egger: Katzenglück, Heyn, 2015
- Die Kochnotizen DES KLEINEN KRAMPUS, Eigenverlag, 2023
- Antje Hella Weber/Gernot von Blödelfels: Duettaler Wunderton oder REIM, REIMER, AM REIMSTEN, BoD, 2024